# Paljavaam
Il Paljavaam (in russo Паляваам?; anche conosciuto con il nome di Kalenmyvaam)  è un fiume dell'estremo oriente russo (Circondario autonomo della Čukotka), affluente di destra del Čaun.
Ha origine dal versante settentrionale dell'altopiano dei Ciukci; scorre con direzione mediamente nordoccidentale con corso parallelo a quello del fiume Pegtymel', volgendosi poi verso ovest una volta giunto nel basso corso. Sfocia da destra con due distinti bracci nella zona terminale del fiume Čaun, una ventina di chilometri circa prima della sua foce nella baia omonima.
I maggiori affluenti del fiume sono Gajmanen, Pustynnaja ed Ėl'chkakvun, tutti confluenti dalla sinistra idrografica; a causa della vicinanza dello spartiacque, dalla destra idrografica non tributano fiumi di rilievo.
Il Paljavaam attraversa una regione quasi disabitata, coperta dalla tundra artica, e non incontra alcun centro urbano rilevante lungo tutto il suo percorso. Le sue acque sono ghiacciate per la maggior parte dell'anno, dall'autunno all'inizio dell'estate.